# ブリザード (コミック)
ブリザード（Blizzard）は、マーベル・コミックによって発行される漫画に登場する3人のキャラクターの名前である。
初代はSilver Age of Comic Booksと呼ばれた時代にスーパーヴィランとして『Tales of Suspense』#45（1963年9月）で登場する。このバージョンは現在、死亡している。 二代目は『Iron Man』#223（1987年10月）で、三代目は『Marvel Holiday Special』(1992年）で初登場する。

## 経歴

### グレゴール・シャパンカ
グレゴール・シャパンカは、不死にこだわるハンガリー人の科学者であり、人体冷凍保存を研究するのが目標に近づく第一歩であると考えていた。シャパンカは次に、研究資金を得るためにスタークインダストリーズに入り、直接トニー・スターク（アイアンマン）から盗もうとする。シャパンカは捕らえられて首にされるが、スタークの意見を基に冷気を発生させる機能を備えたスーツを造る。シャパンカは強盗するのにスーツを使用した後、書類上、ジャック・フロストとなる。彼は次にスタークインダストリーズを襲おうとするが、アイアンマンによって破られる。
数年後、シャパンカはアップデートされたスーツとブリザードという別名と共に戻って来る。彼は、再びスタークインダストリーズから盗むのを試みて、そしてもう一度アイアンマンによって倒される。その後まもなく、シャパンカは獄中でコールド・スーツを再建する。しかし、エレクトロが隣接しているセルから抜け出すのに電気の能力を使用すると、シャパンカは爆破にまきこまれ、そしてスーツは彼の身体に溶断される。エレクトロとブリザードは次に、Daily Bugleを支配するために力を合わせるが、スパイダーマンとデアデビルによって止められる。数ヶ月後、犯罪王ジャスティン・ハマーは、ブリザードを雇ってスーパーヴィランの軍団に加入させ、アイアンマンと戦わせた。シャパンカは次に、ジャック・フロストのアイデンティティを復活して、ハルクと戦う。
その後、ブリザードは銀行強盗を試みるが、スパイダーマンによって阻止される。ブリザードは次に、2020年から来た悪のアイアンマンを現代のアイアンマンと間違えて攻撃しようとする。しかしながら、未来のアイアンマンは緊急任務中であって、リパルサーブラストで即座にブリザードを殺した。

### ランディ・マックリン
元犯罪者のランドル・"ランディ"・マックリンは、出所後に仕事を探すのに失敗し、友人のドナルド・ギルのために保存していた予備のブリザード・スーツを使う。しかしながらマックリンはアイアンマンによってすぐに倒され、その後アイアンマンはスタークエンタープライズで彼に仕事を与えた。

## パワーと能力
3人のヴィラン全員に、彼らのスーツに由来している同様のパワーがある。小型の超低温ユニットが、即座に周りの空気や物体の温度を下げて凍らせる光線を放つことを可能にしている。ドニー・ギルによって使用されている現在のスーツは、スーパーヴィランのビートルとフィクサーによってアップグレードされ、ギルが人々を雪と氷で包んだり、氷のバリケードを作ったり、輸送のために「氷のそり」を発生させることができるように冷気をコントロール出来るようにされた。
短い期間、シャパンカのバッテリーパックのパワーオーバーロードは人工的な援助なしで寒さを発生させ、氷の像に命を与える超常的能力を彼に与えた。
シャパンカはかなりの科学の専門技術をもっている天才であり、生化学と物理学の博士号を持っている。

## 他のメディア

### テレビ
- 『The Marvel Super Heroes』のアイアンマンのセグメントで初代ブリザードがジャック・フロストとして登場する。
- 1994年のアニメ『アイアンマン』でブリザードとして登場する。声優はChuck McCann。
- 『アイアンマン ザ・アドベンチャーズ』でも登場する。名前は二代目のドニー・ギルだが、元スターク社の研究者であり初代のシャパンカと折衷した設定になっている。
- 『エージェント・オブ・シールド』第1シーズンにシールドアカデミーの学生ドニー・ギルとして登場。